# Długie Oko
Długie Oko (słow. Dlhé oko) – niewielki, okresowy stawek położony na wysokości ok. 1990 m n.p.m. znajdujący się w Dolinie Staroleśnej w słowackiej części Tatr Wysokich. Długie Oko leży w górnych partiach Długiej Kotliny, nieco na zachód od dużo większego Długiego Stawu Staroleśnego. Długie Oko jest jednym z 27 Staroleśnych Stawów rozmieszczonych w obrębie Doliny Staroleśnej. W pobliżu Długiego Oka nie przebiegają żadne znakowane szlaki turystyczne.
Nazewnictwo Długiego Oka wywodzi się bezpośrednio od Długiego Stawu Staroleśnego.